# Carlos Robledo Puch
Carlos Eduardo Robledo Puch (ur. 22 stycznia 1952 w Buenos Aires) – argentyński seryjny morderca zwany Aniołem śmierci lub Czarnym aniołem. W 1971 zastrzelił w Buenos Aires 11 osób.
Urodził się w Buenos Aires w kochającej się rodzinie robotniczej. Był nieśmiałym i cichym dzieckiem. Jak zeznali później przed sądem biegli psychiatrzy, w jego domu rodzinnym nigdy nie brakowało pieniędzy. Nie stwierdzono absolutnie żadnych przesłanek, które popchnęłyby nastolatka na drogę przestępstwa.
W szkole poznał Jorge Antonio Ibañeza, z którym w wieku 19 lat – 15 marca 1971 włamał się do dyskoteki Enamor i ukradł 350 tys. pesos. Zanim wraz z Ibañezem uciekł, Puch z zimną krwią zastrzelił właściciela i nocnego stróża, śpiących na zapleczu. Z każdym kolejnym skokiem stawał się coraz bardziej bezwzględny i zuchwały. 9 maja 1971 Ibañez i Puch włamali się do sklepu z częściami samochodowymi. W jednym z pomieszczeń znaleźli śpiącą parę i niemowlę. Puch oddał najpierw dwa strzały: mężczyzna zginął na miejscu, kobieta przeżyła. W sądzie później zeznała, że Ibañez próbował ją zgwałcić, a Puch na odchodne strzelił do kołyski, ale spudłował. Gdy 13 kwietnia 1971 Ibañez zgwałcił 16-latkę na tylnym siedzeniu skradzionego samochodu, po wszystkim Puch bez litości wystrzelił w jej kierunku aż 5 pocisków. Kilka dni później ich ofiarą była 23-letna kobieta, patolog wyjął tym razem siedem kul. W sierpniu 1971 Ibañez i Puch mieli wypadek samochodowy, podczas którego Ibañez zginął na miejscu, a Puch wyszedł bez szwanku i zbiegł z miejsca zdarzenia. 15 listopada 1971 w supermarkecie poznał nowego partnera, Hectora Somozę.
1 lutego 1972 Puch z Hectorem Somozą włamał się do sklepu z narzędziami; zabili stróża, przy którym znaleźli klucz do sejfu. Z niejasnych do dzisiaj przyczyn Puch, najprawdopodobniej czymś wystraszony, strzelił do Somozy. Aby utrudnić identyfikację zwłok, spalił jemu twarz znalezioną na miejscu lutownicą. Następnie otworzył sejf i zbiegł z łupem. W kieszeni spodni Somozy policja znalazła jego dowód osobisty. Puch został aresztowany trzy dni później. Rozpoczął się najgłośniejszy proces w historii argentyńskiego wymiaru sprawiedliwości. W 1972 Puch został uznany za winnego 11 morderstw, jednego usiłowania zabójstwa, 17 kradzieży, dwóch porwań, jednego gwałtu i usiłowania gwałtu. Za zbrodnie został skazany na dożywotnie pozbawienie wolności w więzieniu o podwyższonym bezpieczeństwie Sierra Chica w Olavarría. Od 2000 ma prawo ubiegać się o zwolnienie warunkowe, jednak w 2008 i 2013 sąd odrzucił jego petycje.

## Odniesienia w kulturze
- 2018: Anioł (El Ángel), reż. Luis Ortega[4]